# Coaticook (municipio regional de condado)
Coaticook es un municipio regional de condado (MRC) de Quebec en Canadá. Está ubicado en la región administrativa de Estrie. La sede y ciudad más poblada es Coaticook.

## Geografía

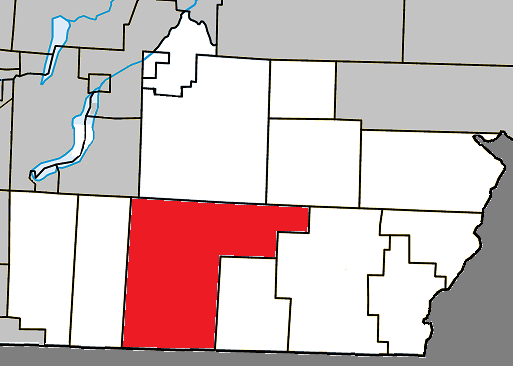
Territorio del MRC de Coaticook, en rojo la ciudad de Coaticook

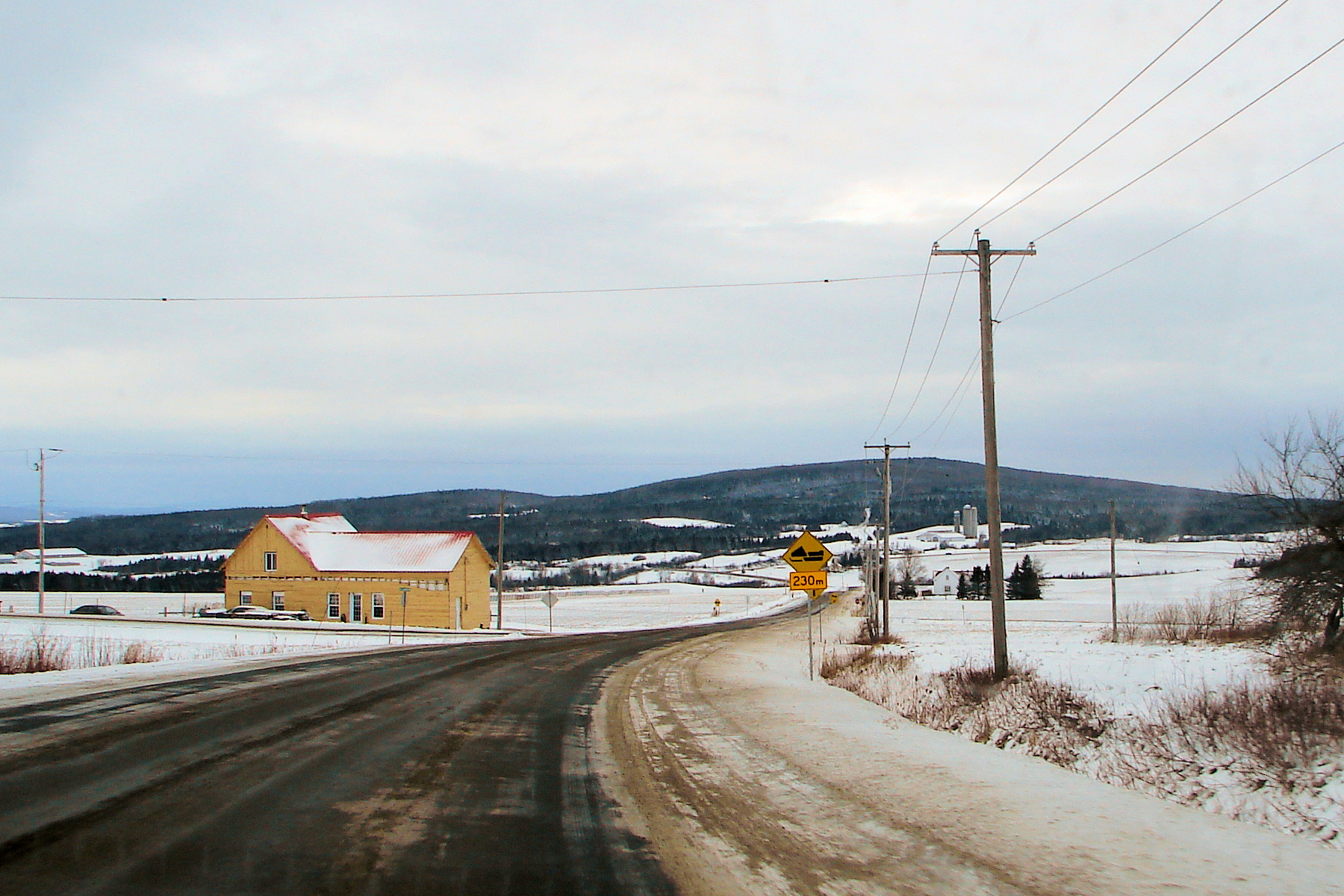
Saint-Herménégilde

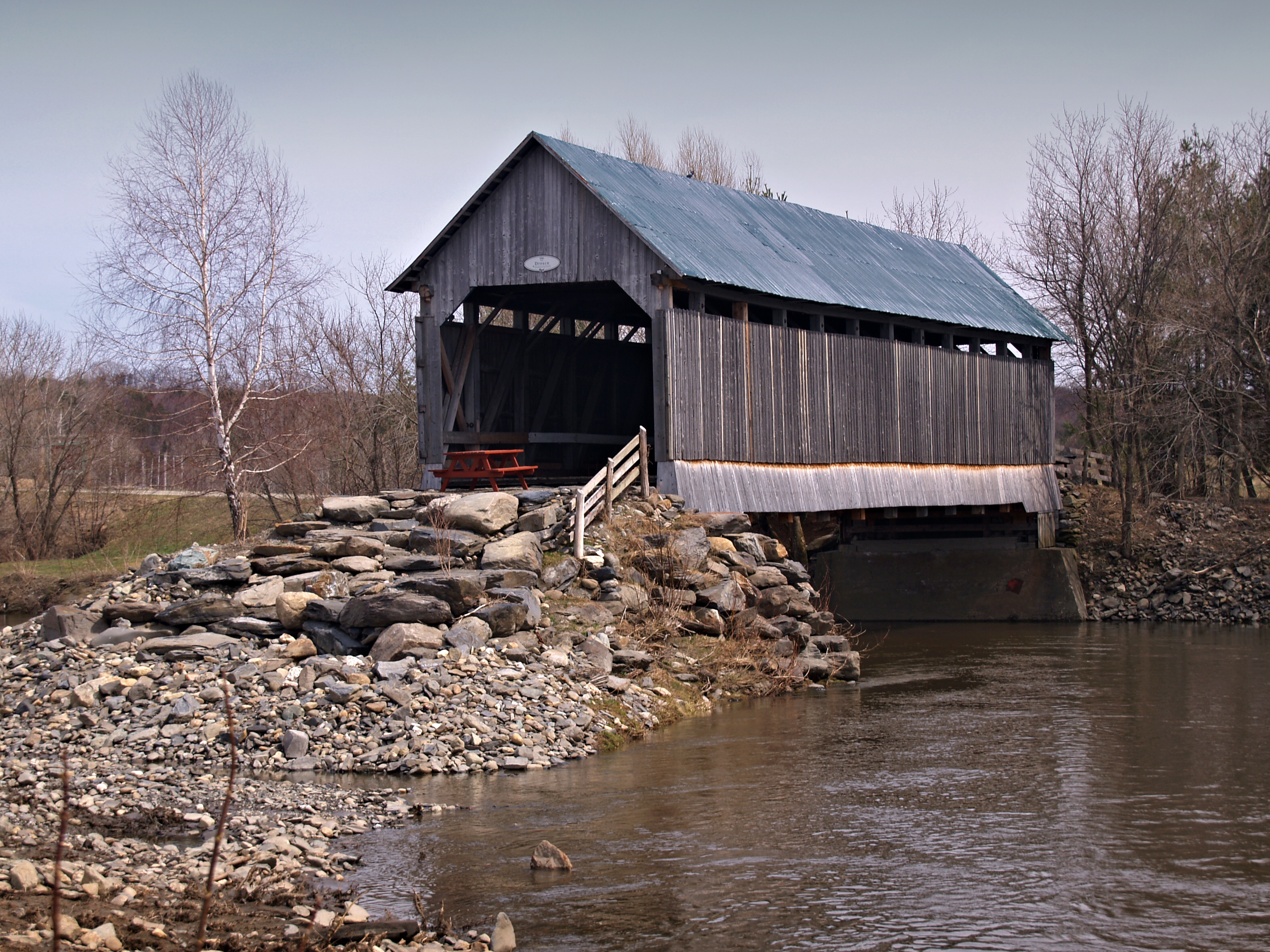
Puente Drouin sobre el río Coaticook en Compton

El MRC de Coaticook está ubicado al sureste de Quebec por la frontera canado-estudounidense. Limita al oeste con el MRC de Memphrémagog, la ciudad de Sherbrooke y el MRC de Le Haut-Saint-François al norte, el condado de Coös en el estado estadounidense de Nuevo Hampshire al noreste, y los de  Essex al sur, y de Orleans, al suroeste, en el estado de Vermont. Está cobierto por los Apalaches. El relieve se compuesta de los montes Sutton, que forma parte de los Montagnes Vertes, de los Montañas Blancas y del eslabón de Estrie.

## Historia

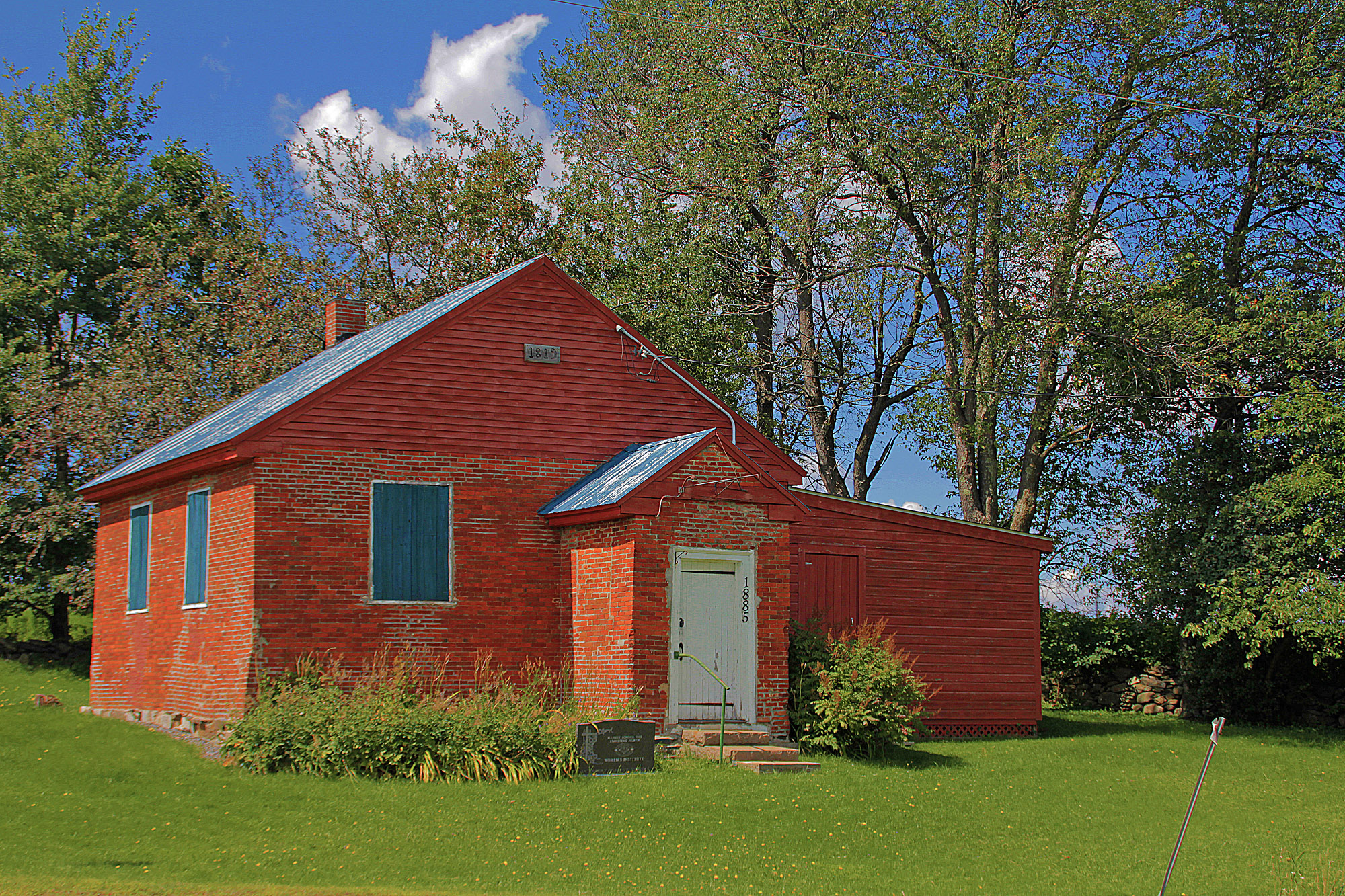
École rural Mansur en Stanstead-Est

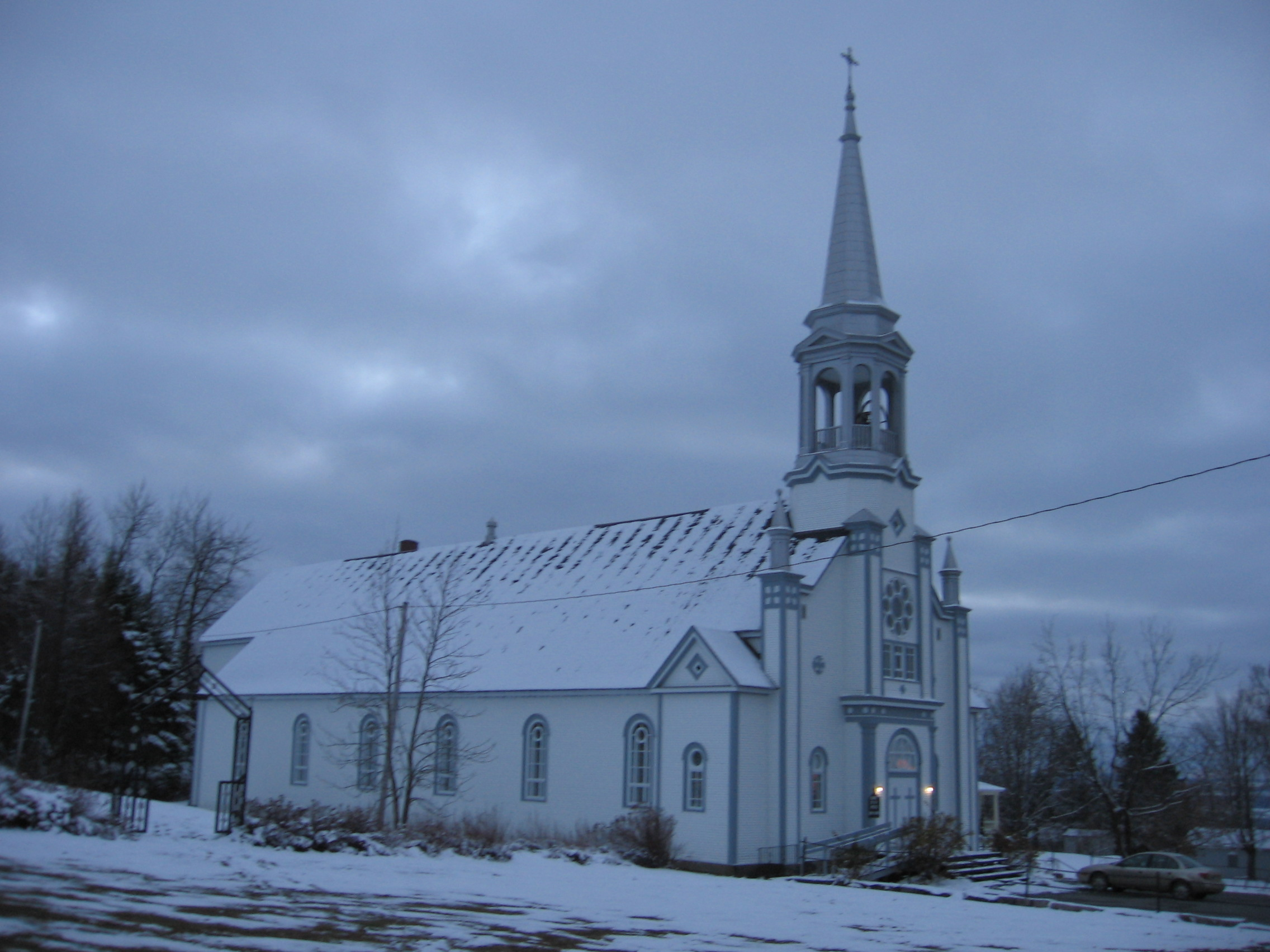
Iglesia Saint-Malo

El MRC fue creado en 1982 con partes de territorios de los antiguos condados de Compton, Sherbrooke y Stanstead. Su nombre proviene del de la ciudad de Coaticcok y del río Coaticook, éstos procediendo de una palabra abenaki que significa río de los pinos.

## Política

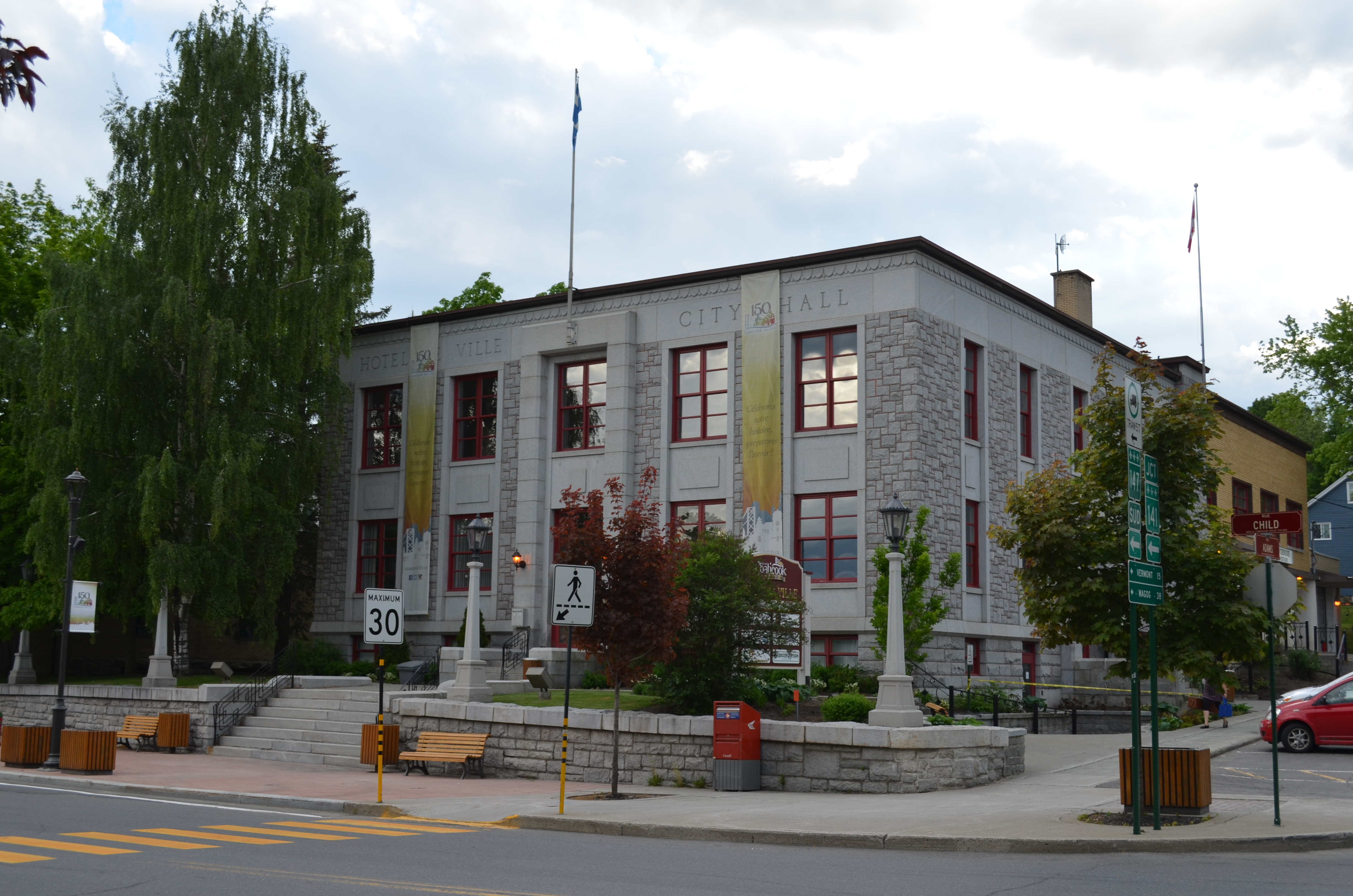
Austin

El prefecto actual (2014) es Jacques Madore, alcalde de Saint-Malo. El consejo del MRC se compuesta de 13 miembros que son los alcaldes de los municipios más un representante nombrado por el municipio del prefecto. El territorio del MRC forma parte de las circunscripciones electorales de Saint-François a nivel provincial y de Compton-Stanstead a nivel federal.

## Demografía
Según el censo de Canadá de 2011, había 18 847 habitantes en este MRC. La densidad de población era de 14,1 hab./km². La población aumentó de 2,1 % entre 2006 y 2011. En 2011, el número total de inmuebles particulares era de 8557, de los que 7740 estaban ocupados por residentes habituales, los otros son desocupados o segundas residencias. La población es en mayoría francófona y rural.
Evolución de la población total, 1991-2014
| Año  | Población total | Variación |
| ---- | --------------- | --------- |
| 1991 | 15 758*         | .         |
| 1996 | 15 919*         | 1,0%      |
| 2001 | 18 419          | ...       |
| 2006 | 18 467          | 0,0%      |
| 2011 | 18 847          | 2,1%      |
| 2014 | 19 063          | ...       |

Nota : * Datos del antiguo territorio; cambio en el territorio del MRC en 2002.

## Economía
La economía regional se compuesta de la agricultura y de la industria de transformación, incluyendo textil, vestido, mueble y productos de plástico.

## Componentes
Hay 12 municipios en el territorio del MRC de Coaticook.
| Código | Nombre                    | Tipo          | Fecha de constitución | Área total (km²) | Área agua (km²) | Área tierra (km²) | Población 2014 | Gentilicio (en francés) | Densidad (hab./km²) | DT | Número de concejales | CEP            | CEF               |
| ------ | ------------------------- | ------------- | --------------------- | ---------------- | --------------- | ----------------- | -------------- | ----------------------- | ------------------- | -- | -------------------- | -------------- | ----------------- |
| 44003  | Saint-Malo                | Municipalidad | 01.01.1870            | 132,63           | 0,74            | 131,89            | 492            | Malouin, e              | 3,7                 | S  | 6                    | Saint-François | Compton-Stanstead |
| 44005  | Saint-Venant-de-Paquette  | Municipalidad | 11.06.1917            | 58,35            | 0,05            | 58,30             | 102            | Paquettevillien, ne     | 1,7                 | S  | 6                    | Saint-François | Compton-Stanstead |
| 44010  | East Hereford             | Municipalidad | 01.07.1855            | 73,04            | 0,17            | 72,87             | 300            | Herefordéen, ne         | 4,1                 | S  | 6                    | Saint-François | Compton-Stanstead |
| 44015  | Saint-Herménégilde        | Municipalidad | 12.10.1985            | 168,11           | 2,38            | 165,73            | 703            | Mégilien, ne            | 4,2                 | S  | 6                    | Saint-François | Compton-Stanstead |
| 44023  | Dixville                  | Municipalidad | 27.09.1995            | 77,13            | 0,52            | 76,61             | 710            | Dixvillois, e           | 9,3                 | S  | 6                    | Saint-François | Compton-Stanstead |
| 44037  | Coaticook                 | Ciudad        | 30.12.1998            | 222,73           | 3,21            | 219,52            | 9265           | Coaticookois, e         | 42,2                | S  | 6                    | Saint-François | Compton-Stanstead |
| 44045  | Barnston-Ouest            | Municipalidad | 01.01.1946            | 99,69            | 0,38            | 99,31             | 597            | Barnstonnien, ne        | 6,0                 | S  | 6                    | Saint-François | Compton-Stanstead |
| 44050  | Stanstead-Est             | Municipalidad | 16.07.1932            | 115,52           | 1,05            | 114,47            | 615            | -                       | 5,4                 | S  | 6                    | Saint-François | Compton-Stanstead |
| 44055  | Sainte-Edwidge-de-Clifton | Cantón        | 21.12.1895            | 101,89           | 0,15            | 101,74            | 495            | Edwidgien, ne           | 4,9                 | S  | 6                    | Saint-François | Compton-Stanstead |
| 44060  | Martinville               | Municipalidad | 21.12.1895            | 48,18            | 0,32            | 47,86             | 486            | Martinvillois, e        | 10,2                | S  | 6                    | Saint-François | Compton-Stanstead |
| 44071  | Compton                   | Municipalidad | 08.12.1999            | 207,62           | 1,04            | 206,58            | 3230           | Comptonois, e           | 15,6                | D  | 6                    | Saint-François | Compton-Stanstead |
| 44080  | Waterville                | Ciudad        | 01.01.1876            | 44,70            | 0,65            | 44,05             | 2068           | Watervillois, e         | 46,9                | S  | 6                    | Saint-François | Compton-Stanstead |
| 440    | Coaticook                 | MRC           | 01.01.1982            | 1349,59          | 10,66           | 1338,93           | 19 063         | -                       | 14,2                | -  | -                    | Saint-François | Compton-Stanstead |

DT división territorial, D distritos, S sin división; CEP circunscripción electoral provincial, CEF circunscripción electoral federal 